# Alfred Wilhelm Stenfors

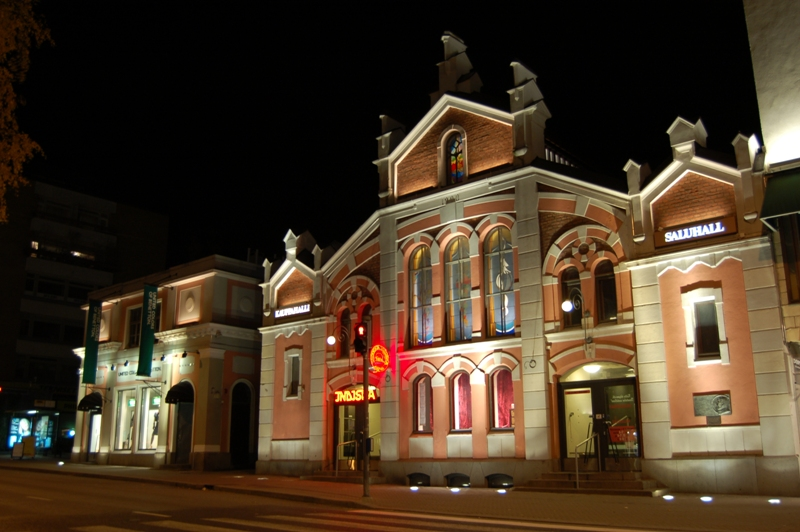
Halle du marché de Vaasa, 1902.

Alfred Wilhelm Stenfors (né le 26 octobre 1866 à Hollola et mort le 22 mai 1952 à Vaasa) est un architecte finlandais.

## Biographie
En 1890, Alfred Wilhelm Stenfors obtient son diplôme d'architecte à l'institut polytechnique. La même année, il est nommé architecte de la direction des bâtiments publics.
Alfred Wilhelm Stenfors s'installe à Vaasa, où il devient professeur de dessin du lycée réel de Vaasa de 1894 à 1911. En plus d'enseigner, Alfred Wilhelm Stenfors travaille comme assistant architecte et assistant au bureau de construction du comté de Vaasa.
En 1921, Alfred Stenfors est nommé directeur général de la direction des bâtiments publics. Son mandat de Stenfors en tant que directeur général coïncide avec une pénurie de logements à Helsinki. Ses tâches difficiles comprennent l'organisation d'espaces pour les agences gouvernementales et l'organisation de logements pour les fonctionnaires des agences. Son mandat en tant que directeur général est très court et il retourne à Vaasa dès l'automne 1922, lorsqu'il est nommé chef du bureau de construction du comté de Vaasa. 
Jusqu'en 1934, il travaille comme architecte du comté de Vaasa. Il dirige aussi un cabinet d'architectes privé. 
Alfred Stenfors est mort à Vaasa en 1952.

## Ouvrages à Vaasa
Ses ouvrages principaux sont :
- Halle du marché, 1902 (partie basse) et 1927 (partie  haute)
- Usine de laine Vaasa[2], Asemakatu 10, 1904–1909
- Théâtre municipal de Vaasa, Pitkäkatu 53, 1906–1907
- Maison Kipinä, Hovioikeudenpuistikko 5, 1907
- Kirvesmiehenkatu 2 (Maison en bois), 1907
- Collège et lycée, Kirkkopuistikko 27, 1906–1909
- Église de Palosaari, Kapteeninkatu 18, 1908–1910
- Myntin talo, Koulukatu 18, 1910
- As. Oy Vaasanpuistikko 4, Koulukatu 30, 1911
- Kirvesmiehenkatu 2, 1912
- Lennart Backmannin talo, Rantakatu 3, 1912
- Kosken talo, Pitkäkatu 66, 1917
- Ancienne usine Wärtsilä[3], 1913
- Halli Oy, Vaasanpuistikko 18, 1914
- Ancien poste de police, Raastuvankatu 30, 1914
- Koulukatu 60[4]
- Pitkänlahdenkatu 4-6 (4 maisons en bois).
- Vöyrinkatu 17 (deux maisons en bois).